# 다카하시 유타로
다카하시 유타로(일본어: 高橋 祐太郎, 1987년 10월 3일 ~ )는 일본의 전 축구 선수이다.

## 구단 경력
과거 비셀 고베, 세레소 오사카, 로아소 구마모토, V-파렌 나가사키에서 활동하였다.